# Comuna de Miedzichowo
Miedzichowo (polaco: Gmina Miedzichowo) é uma gmina (comuna) na Polónia, na voivodia da Grande Polónia e no condado de Nowotomyski. A sede do condado é a cidade de Miedzichowo.
De acordo com o censo de 2004, a comuna tem 3812 habitantes, com uma densidade de 18,3 hab/km².

## Área
Estende-se por uma área de 208,51 km², incluindo:
- área agricola: 23%
- área florestal: 70%

## Demografia
Dados de 30 de Junho 2004:
|                      | Total   | Total | Mulheres | Mulheres | Homens  | Homens |
| -------------------- | ------- | ----- | -------- | -------- | ------- | ------ |
|                      | pessoas | %     | pessoas  | %        | pessoas | %      |
| População            | 3812    | 100   | 1939     | 50,9     | 1873    | 49,1   |
| Densidade (pop./km²) | 18,3    | 100   | 9,3      | 9,3      | 9       | 9      |

De acordo com dados de 2002, o rendimento médio per capita ascendia a 1552,61 zł.

## Subdivisões
- Błaki-Zawada, Bolewice, Bolewicko-Sępolno, Grudna-Węgielnia, Jabłonka Stara-Nowa Silna-Pąchy, Lewiczynek, Łęczno-Toczeń, Miedzichowo-Lubień, Piotry, Prądówka, Stary Folwark-Trzciel-Odbudowa, Szklarka Trzcielska, Zachodzko.

## Comunas vizinhas
- Lwówek, Międzychód, Nowy Tomyśl, Pszczew, Trzciel, Zbąszyń